# Mestosoma kalliston
Mestosoma kalliston är en mångfotingart som först beskrevs av Carl Graf Attems 1898.  Mestosoma kalliston ingår i släktet Mestosoma och familjen orangeridubbelfotingar. Inga underarter finns listade i Catalogue of Life.